# Mesternes mester
Mesternes mester (deutsch Meister der Meister) ist eine norwegische Fernsehsendung, die seit 2009 von Norsk rikskringkasting (NRK) ausgestrahlt wird. Bei dem Reality-Format treten ehemalige Spitzensportler gegeneinander in Wettbewerben an.

## Geschichte und Konzept
Im Jahr 2009 begann die Ausstrahlung der ersten Folge beim Fernsehsender NRK 1. Als Moderator fungierte Dag Erik Pedersen. Grundlage war die belgische Show Eeuwige Roem, die auch unter anderem in Schweden und Finnland als Konzept für eine neue Sendung verwendet wurde. In den folgenden Jahren wurde jeweils eine neue Staffel produziert, nur 2013 gab es keine neue Staffel. Die Serie zählt mit oft über einer Million Zuschauern zu einer der erfolgreichsten TV-Produktion Norwegens.
In den Folgen treten die Teilnehmer in jeweils drei verschiedenen Wettbewerben gegeneinander ab. Diese Wettbewerbe werden von Sportkommentatoren kommentiert. Wer die meisten Punkte erhält, darf sicher in die nächste Runde einziehen, die Person mit der geringsten Punktzahl muss hingegen in ein weiteres Duell. In diesem tritt sie gegen einen selbstgewählten weiteren Teilnehmer an, der Verlierer des Duells scheidet aus der Staffel aus. Während der Aufnahmezeit leben die Teilnehmer gemeinsam in einer Villa, wo ihr Zusammenleben während den Folgen dokumentiert wird. Auch werden die sportliche Karriere und das Leben der Teilnehmer durch Einspielfilme und Interviews beleuchtet. Das Sendungskonzept erhielt Kritik, da meist Männer gewinnen. Mit Gro Hammerseng-Edin gewann in der neunten Staffel erstmals eine Frau eine Staffel der Sendung. Nach der 2021 ausgestrahlten zwölften Staffel wurde bekannt gegeben, das Aksel Lund Svindal die Moderation von Dag Erik Pedersen übernehmen werde.

## Staffeln
Staffel 1
Die erste Staffel wurde in Spanien aufgezeichnet. Teilnehmer waren Dag Otto Lauritzen, Stian Grimseth, Gøran Sørloth, Hilde Gjermundshaug Pedersen, Cathrine Roll-Mathiesen, Ole Klemetsen, Ove Aunli, Berit Aunli und Cecilie Brinck Rygel. Als Gewinner ging der ehemalige Radrennfahrer Lauritzen hervor.
Staffel 2
Die zweite Staffel wurde in Malta aufgezeichnet und im Frühjahr 2010 ausgestrahlt. Teilnehmer waren Daniel Franck, Trine Hattestad, Andrine Flemmen, Espen Bredesen, Bjarte Engen Vik, Jim Marthinsen, Jan Kvalheim, Nina Solheim, Per Egil Ahlsen, Brit Pettersen und Anette Bøe. Als Sieger ging der ehemalige Snowboarder Daniel Franck hervor.
Staffel 3
Die dritte Staffel wurde in Zypern aufgezeichnet und hatte ihre Premiere im März 2011. Es nahmen Finn Christian Jagge, Trine Haltvik, Ailo Gaup, Siren Sundby, Halvard Hanevold, Jorunn Horgen, Frode Rønning, Lene Jenssen, Frode Estil, Kay Arne Stenshjemmet und Liv Grete Skjelbreid daran teil. Als Sieger ging der ehemalige Skirennläufer Finn Christian Jagge hervor.
Staffel 4
Die vierte Staffel wurde in Ungarn aufgezeichnet und im Frühjahr 2012 ausgestrahlt. Die Teilnehmer waren Tor Arne Hetland, Sune Wentzel, Roar Strand, Henrik Bjørnstad, Astrid Lødemel, Trude Dybendahl, Linda Grubben, Bente Nordby, Linda Andersen und Thomas Hansvoll. Als Sieger ging der ehemalige Skilangläufer Tor Arne Hetland hervor.
Staffel 5
Die fünfte Staffel wurde in Italien aufgezeichnet und 2014 ausgestrahlt. Teilnehmer waren Marco Elsafadi, Johan Remen Evensen, Susann Goksør Bjerkrheim, Erik Solér, Kjersti Grini, Knut Holmann, Gro Espeseth, Kim Rygel, Roger Ruud, Ingrid Kristiansen und Stine Brun Kjeldaas. Als Sieger ging der ehemalige Basketballspieler Marco Elsafadi hervor.
Staffel 6
Die sechste Staffel wurde auf Sizilien aufgezeichnet und im Jahr 2015 ausgestrahlt. Teilnehmer waren Aleksander Hetland, Frode Andresen, Mette Solli, Harald Brattbakk, Marit Mikkelsplass, Monica Valvik-Valen, Lars Bystøl, Jahn Ivar Jakobsen, Pål Gunnar Mikkelsplass, Kari Schibevaag und Tora Berger. Als Sieger ging der ehemalige Schwimmer Aleksander Hetland hervor.
Staffel 7
Die siebte Staffel wurde im Jahr 2016 ausgestrahlt und in Monaco aufgezeichnet. Die Teilnehmer waren Thor Hushovd, Andreas Håtveit, Vibeke Skofterud, Bjørn Maaseide, Ragnhild Gulbrandsen, Jan Åge Fjørtoft, Anne Jahren, Roy Johansen, Anette Sagen, Siri Eftedal. Als Sieger ging der ehemalige Radrennfahrer Thor Hushovd hervor.
Staffel 8
Die achte Staffel wurde im Jahr 2017 ausgestrahlt und in Griechenland aufgezeichnet. Die Teilnehmer waren Anders Jacobsen, Helene Olafsen, Tonje Sørlie, Frode Grodås, Else-Marthe Sørlie Lybekk, Eldar Rønning, Anita Moen, Ine Barlie, Odd Sørli und Bartosz Piasecki. Als Sieger ging der ehemalige Skispringer Anders Jacobsen hervor.
Staffel 9
Die neunte Staffel wurde in Portugal aufgezeichnet und im Jahr 2018 ausgestrahlt. Teilnehmer waren Gro Hammerseng-Edin, Espen Jansen, Solveig Gulbrandsen, Isabel Blanco, Andreas Ygre Wiig, Steffen Iversen, Kurt Asle Arvesen, Rolf Falk-Larssen, Lena Boysen Hillestad und Bjørg Eva Jensen. Als Siegerin ging die ehemalige Handballspielerin Gro Hammerseng-Edin hervor.
Staffel 10
Die zehnte Staffel wurde auf Mallorca aufgezeichnet und im Jahr 2019 ausgestrahlt. Die Teilnehmer waren Pål Anders Ullevålseter, Karoline Dyhre Breivang, Hanne Haugland, Glenn Solberg, Tom Hilde, Karina Hollekim, Lars Berger, Kine Olsen Vedelden, Ole Martin Årst und Ann Kristin Flatland. Als Sieger ging der Endurorennfahrer Pål Anders Ullevålseter hervor.
Staffel 11
Die elfte Staffel wurde in Kroatien aufgenommen und im Jahr 2020 ausgestrahlt. Die Teilnehmer waren Eirik Verås Larsen, Kjersti Buaas, Ingvill Måkestad Bovim, Margaret Knutson Aase, Odd-Bjørn Hjelmeset, Kari Mette Johansen, Emil Hegle Svendsen, Vidar Riseth, Magnus Moan, und Madeleine Enersen Hellerød. Als Sieger ging der ehemalige Kajakfahrer Eirik Verås Larsen hervor.
Staffel 12
Die zwölfte Staffel wurde in der südnorwegischen Stadt Arendal aufgezeichnet. Aufgrund der COVID-19-Pandemie verzichtete man auf einen Aufzeichnungsort im Ausland. Die Ausstrahlung erfolgte im Jahr 2021. Die Teilnehmer waren Aksel Lund Svindal, Håvard Tvedten, Magnus Midtbø, Anne Margrethe Hausken Nordberg, Synnøve Solemdal, Johann Olav Koss, Linda Medalen, Cecilie Leganger, Genette Våge und Øystein Pettersen. Als Sieger ging der ehemalige Skirennläufer Aksel Lund Svindal hervor.
Staffel 13
Die 13. Staffel wurde nach guten Erfahrungen in der vorhergegangenen Saison wieder in Norwegen eingespielt und ab 1. Januar 2022 ausgestrahlt. Diesmal wurden Drehorte in Kristiansand und Lillesand gewählt. Neuer Moderator ist der Gewinner der zwölften Staffel, Aksel Lund Svindal. Die Teilnehmer waren Anja Hammerseng-Edin, Nils Jakob Hoff, Nadya Khamitskaya Andersen, Ida Njåtun, Linn-Kristin Riegelhuth Koren, Bjørn Einar Romøren, Madélene Rubinstein, Tommy Rustad und Øystein Pettersen, der nach seinem verletzungsbedingten frühen Aus in der letzten Staffel eine zweite Chance bekam. Lars Bohinen, der eigentlich ebenfalls teilnehmen sollte, bekam unmittelbar vor der Einspielung einen Vertrag als Trainer von Sarpsborg 08 und zog sich daraufhin zurück. Es gewann der Ruderer Nils Jakob Hoff.
Staffel 14
Die 14. Staffel wurde im Mai und Juni 2022 in Sandefjord eingespielt. Die Teilnehmer waren Stig André Berge, Ola Vigen Hattestad, Kristin Holte, Frode Johnsen, Andreas Lødrup, Ezinne Okparaebo, Helene Spilling, Hanne Staff, Linn Jørum Sulland und Olaf Tufte. Als Sieger ging der Ruderer Olaf Tufte hervor.
Staffel 15
Die 15. Staffel wurde ab Juni 2023 in Lindesnes und Farsund aufgezeichnet. Die Teilnehmer waren Anders Aukland, Pål André Helland, Astrid Uhrenholdt Jacobsen, Stian Sivertzen, Camilla Gjersem, Marit Malm Frafjord, Birgitte Lersbryggen, Tiril Eckhoff, Terje Håkonsen und Ole-Kristian Bryhn. Der Schütze Bryhn ersetzte den ursprünglich angekündigten Teilnehmer Emil Meek. Die Staffel wurde schließlich von ihm gewonnen.
Staffel 16
Die 16. Staffel wurde ab Juni 2024 in Kristiansand aufgezeichnet. Die Teilnehmer waren Simen Agdestein, Hedda Berntsen, Tobias Becs, Tarik Elyounoussi, Kristin Harila, Kai Robin Havnaa, Johanne Killi, Erlend Mamelund, Fatima Pinto und Gyda Bloch Thorsen. Es gewann die frühere Skisportlerin Hedda Berntsen. Sie wurde damit die zweite Frau, die eine Staffel der Show für sich entscheiden konnte.

## Auszeichnungen
Die Fernsehsendung wurde mehrfach beim Fernsehpreis Gullruten ausgezeichnet. Im Jahr 2014 und 2016 gewann sie in der Kategorie der auf einem Wettbewerb basierenden Realityshows. In den Jahren 2012, 2015, 2017, 2018, 2021, 2022 und 2023 war Mesternes Mester zudem in dieser Kategorie nominiert, ohne zu gewinnen.